# Unicaja Banco
Unicaja Banco ist eine spanische Großbank mit Sitz in Malaga. Das Unternehmen wurde 2011 gegründet und ist seit 2017 an der Börse gelistet.

## Geschichte
Das Kreditinstitut wurde am 1. Dezember 2011 ins Leben gerufen. Es folgten im Laufe der Zeit mehrere Übernahmen und Fusionen, wie die der Banco de Caja Espana de Inversiones Salamnca Y Soria S.A. (EspanaDuero) 2014 und deren Fusion 2018. 2021 wurde dann die Liberbank komplett übernommen und integriert. Ein Börsengang erfolgte dann im Jahr 2017 und im Dezember 2022 wurde der Titel dann bereits in den IBEX 35 Index aufgenommen.

## Eigentumsverhältnisse
Per Ende 2023 waren folgende Personen signifikante Aktionäre des Unternehmens:
- Stiftung Bancaria Unicaja (30,24 %)
- Tomas Olivo Lopez (9,1 %)
- Indumenta Pueri SL (8,54 %)
- Norges Bank (7,444 %)
- Oceanwood Capital Management (7,356 %)